# Bujor Hălmăgeanu
Bujor Hălmăgeanu (Timișoara, 14 febbraio 1941 – 23 novembre 2018) è stato un allenatore di calcio e calciatore rumeno, di ruolo difensore.

## Palmarès

### Giocatore

#### Competizioni nazionali
- Campionato rumeno: 1

Steaua Bucarest: 1967-1968
- Coppa di Romania: 6

Steaua Bucarest: 1961-1962, 1965-1966, 1966-1967, 1968-1969, 1969-1970, 1970-1971